# Tinodes rostocki
Tinodes rostocki är en nattsländeart som beskrevs av Mclachlan 1878. Tinodes rostocki ingår i släktet Tinodes och familjen tunnelnattsländor. Inga underarter finns listade i Catalogue of Life.